# Adamswiller
Adamswiller é uma comuna francesa na região administrativa de Grande Leste, no departamento Baixo Reno. Estende-se por uma área de 3,4 km². Em 2010 a comuna tinha 386 habitantes (densidade: 113,5 hab./km²).